# Slaget vid Alexin
Slaget vid Alexin stod 29–31 juli 1472 vid floden Oka mellan Moskvariket och Gyllene horden. Många historiker anser att slaget innebar slutet för mongolväldet i Ryssland.
Ahmed Khan bin Küchük, härskare över Gyllene horden, oroades av det tributpliktiga Moskvarikets ökande styrka. Moskvas seger 1471 över republiken Novgorod i Slaget vid Sjelon och Ivan III:s politik att föra samman den ryska jorden stärkte misstankarna mot Moskva. Ahmed inledde därför ett fälttåg sommaren 1472. Ryssarna inväntade mongolerna vid staden Kolomna intill floden Oka. Ahmed föredrog dock att gå över floden en bit uppströms och angrep där staden Alexin. Den lilla fästningen försvarade sig tappert och vann därigenom tid för de ryska trupperna att nå det planerade övergångsstället. Alexin kunde inte räddas och efter några dagars belägring intogs staden och förstördes. Två därpå följande försök att gå över floden slogs tillbaka med stora förluster för Ahmed Khans trupper och till slut måste han uppge sina försök.
Efter slaget betalade Moskva inte någon tribut till Gyllene horden men ytterligare en kraftmätning skedde under konfrontationen vid floden Ugra (ryska Угра) 1480. Den ledde inte till någon ändring i relationen mellan rikena.